# Sony Xperia T
O Sony Xperia T é um smartphone topo de gama concebido, desenvolvido e comercializado pela Sony Mobile Communications. O dispositivo móvel é de última geração (3G), que incorpora avanços tecnológicos na música, imagens de alta definição e interligação entre dispositivos domésticos, entre outras caraterísticas avançadas. O Sony Xperia T é um smartphone topo de gama concebido e desenvolvido pela Sony Mobile Communications.

## Especificações
- Espaço: 3,7 GB
- Processador: 1 GHz
- RAM: 512 MB
- Câmera: 5 megapixels
- Armazenamento útil: 2 GB
- Tela: 4 polegadas com resolução de 480×854 pixels.[4]